# Eygluy-Escoulin
 Eygluy-Escoulin  là một xã thuộc tỉnh Drôme trong vùng Auvergne-Rhône-Alpes đông nam nước Pháp. Xã Eygluy-Escoulin nằm ở khu vực có độ cao từ 350-1342 mét trên mực nước biển.